# Contrôle de la courbe des taux
Le contrôle de la courbe des taux (en anglais : yield curve control) est une politique économique menée par une banque centrale qui consiste à se donner pour objectif de maîtriser le taux d'intérêt de long terme sur les titres de dette publique. Il s'agit d'une politique monétaire non conventionnelle.

## Histoire
La Réserve fédérale des États-Unis a mis en place une politique de contrôle de la courbe des taux entre 1942 et 1951 afin de faciliter le financement de l’État pendant la Seconde Guerre mondiale. En avril 1942, la Fed a fixé une cible de taux d'intérêt pour les titres dont la maturité était la plus élevée (2,5 %). Afin d'assurer le contrôle du taux de long terme, la Fed achetait des titres de dette publique de long terme sur les marchés, dans une forme précoce d'assouplissement quantitatif. Toutefois, ce contrôle était limité aux obligations publiques de court terme (90 jours environ), là où un authentique contrôle de la courbe des taux vise à contrôler tous les taux principaux (1 an, 10 ans, 20 ans). La politique est abandonnée en 1951 car elle était inflationniste.
Les années 2000 ont vu le passage, par certaines banques centrales, à des politiques de contrôle de la courbe des taux. La Banque du Japon a été pionnière dans ce domaine. Elle a réussi à aplatir complètement, à 0%, sa courbe. Cette politique est progressivement entrée dans le cadre de l'orthodoxie en économie (le mainstream), et l'OCDE soulève dans certains de ses rapports la possibilité, pour certains pays, de mettre en place une telle politique provisoirement. 

## Concept
Les banques centrales utilisent en règle générale des outils de politique monétaire conventionnelle pour réguler l'économie. Elles agissent sur les taux d'intérêt de court et de moyen terme, et non sur les taux de long terme, sur lesquels elles n'ont pas prise. Une politique de contrôle de la courbe des taux vise précisément à contrôler jusqu'aux taux d'intérêts de long terme, ce qui exige de passer par des outils de politique monétaire non conventionnelle.
Le contrôle de la courbe des taux exige en effet de la banque centrale une politique d'achats massifs de titres de dette publique de long terme sur les marchés. La banque centrale se rend sur les marchés et achète des titres de dette publique de long terme (10 ans ou plus) ; l'augmentation de la demande fait augmenter leur prix, ce qui réduit leur taux d'intérêt. Par conséquent, l’État qui émet les titres de dette peut s'endetter à moindre coût.
Le contrôle de la courbe des taux doit toutefois être distingué de la politique d'assouplissement quantitatif, où les quantités de titres achetés sont fixées d'avance. Dans le cas du contrôle de la courbe des taux stricto sensu, la banque centrale n'achète que les titres nécessaires pour atteindre sa cible de taux d'intérêt, quitte à agir par tâtonnement. Le contrôle de la courbe des taux est ainsi une politique plus puissante que l'assouplissement quantitatif.
Une telle politique est efficace lorsqu'elle assure au gouvernement la possibilité d'emprunter à taux faibles. Elle est toutefois incommode pour la banque centrale, qui voit ses mains liées par sa politique à partir du moment où elle l'enclenche : le contrôle de la courbe exige que la banque centrale achète autant de titres de dette publique que nécessaire jusqu'à faire baisser le taux de long terme au niveau voulu ; elle ne peut dès lors plus s'arrêter, à moins de faire cesser sa politique sur un aveu d'échec.

## Critiques et débats
L'OCDE soutient que si la courbe de contrôle des taux est une politique qui peut s'avérer très efficace, elle est aussi complexe à mettre en place, et ses conséquences peuvent être néfastes. Dans un rapport de 2021 sur l'économie de l'Asie de l'Est, elle remarque que la politique de contrôle de la courbe met la banque centrale dans une « situation précaire » dans le cas où elle doit mettre fin à sa politique. Aussi, une telle politique fait glisser un système économique vers la dominance budgétaire.